# شونپوتی شوتا
شونپوتی شوتا (انگلیسی: Shunpūtei Shōta؛ زادهٔ ۹ دسامبر ۱۹۵۹) مجری تلویزیون، و کمدین اهل ژاپن است.
از فیلم‌ها یا برنامه‌های تلویزیونی که وی در آن نقش داشته‌است می‌توان به وقتی که پرده دعا فرو می‌ریزد اشاره کرد.